# Cryptophyta
« Cryptophyte » redirige ici.  Pour le terme botanique, voir Géophyte.
Embranchement
Classe
Ordres de rang inférieur
- Cryptomonadales
- Goniomonadales

Position phylogénétique
- Eukaryota
  - Unikonta
    - Amoebozoa
    - Opisthokonta
      - Holomycota
        - Nucleariida
        - Fungi

      - Holozoa
        - Mesomycetozoa
        - Filozoa
          - Filasterea
          - Choanobionta
            - Choanomonada
            - Metazoa

  - Bikonta
    - Apusozoa
    - Excavata
      - Metamonada
      - Euglenozoa
      - Percolozoa

    - Plantae
    - Chromalveolata s.l.
      - Hacrobia
        - Cryptophyta
        - Haptophyta

      - Harosa
        - Stramenopiles
        - Alveolata
          - Ciliophora
          - Dinoflagellata
          - Apicomplexa

        - Rhizaria
          - Cercozoa
          - Retaria

Groupe frère :  Haptophyta 
Les Cryptophytes (Embranchement Cryptophyta, Classe Cryptophyceae) sont des organismes vivants unicellulaires, photosynthétiques pour la plupart. Ce petit taxon (200 espèces) est relativement homogène et de nombreux caractères lui sont propres.

## Étymologie
Le mot est composé de deux mots grecs : de κρυπτός, kruptós (« caché ») et de φυτόν, phyton (« végétal »).

## Caractères propres auxCryptophytes
- Des trichocystes ou éjectosomes sont des structures spécifiques à ce groupe servant à neutraliser des proies[réf. souhaitée] .
- La face ventrale de la cellule est parcourue par un sillon terminé par une dépression profonde. Celle-ci est tapissée des trichocystes décrits ci-dessus.
- Présence de deux « Corps de Maupas », près de la dépression, qui sont des structures dont la fonction demeure inconnue.
- Deux flagelles dont le plus long porte deux rangées de mastigonèmes.
- La mitose présente des particularités propres au groupe. Elle est dite ouverte et ne fait pas intervenir de centrioles.
- Le chloroplaste est pourvu de quatre membranes, comme chez les Chlorarachniophytes et dans la lignée brune. Ceci est le signe d'une endosymbiose d'un eucaryote photosynthétique. Des traces de cet endosymbiote sont encore visibles chez certains Cryptophytes, notamment la présence d'un nucléomorphe, qui est le vestige du noyau de l'eucaryote capturé. L'étude de l'ARNr 18S de ce nucléomorphe indique que l'endosymbiote est proche des Rhodophyta.
- Dans le chloroplaste, les thylakoïdes sont groupés par paires.

## Écologie
Les Cryptophytes se rencontrent dans tous les types de milieux aquatiques : des milieux océaniques aux eaux douces en passant par les eaux interstitielles des milieux terrestres humides.
Certaines espèces sont devenues parasites intestinaux de métazoaires.
Quelques-unes sont des endosymbiotes de Dinophytes.
Certaines vivent de manière symbiotique dans l'ectoplasme des Radiolaires.

## Liste non exhaustive desgenresetespècesdeCryptophytes
- Campylomonas
- Chilomonas
  - Chilomonas paramecium
- Chroomonas
- Cryptomonas
  - Cryptomonas erosa
- Falcomonas
- Geminigera
- Guillardia
- Hemiselmis
- Plagioselmis
- Proteomonas
- Rhodomonas
- Storeatula
- Teleaulax

Ordre Goniomonadales
- Goniomonas = Cyathomonas
  - Goniomonas truncata

## Systématique
Le taxon de Cryptophyta a pour synonyme Cryptista Cavalier-Smith, 1989,.